# قرانة (جبلة)

تعديل مصدري - تعديل

قرانة محلة تابعة لقرية جرن الجبل، التابعة لعزلة وراف بمديرية جبلة إحدى مديريات محافظة إب في الجمهورية اليمنية، بلغ تعداد سكانها 242 حسب تعداد اليمن لعام 2004.